# Fričova zečina
Fričova zečina (hrv. Fritschova zečina, Fričova zečina, lat. Centaurea scabiosa subsp. fritschii), podvrsta je velike zečine (Centaurea scabiosa), biljke iz porodice glavočika. Nekada je smstrana samostalnom vrstom. Raširena je po središnjoj i jugoistočnoj Europi, uključujući i Hrvatsku, Sloveniju, BIH, Srbiju, Crnu Goru, Albaniju, Italiju, Slovačku, Mađarsku, Bugarsku i Grčku.
Ova podvrsta prvi puta opisana je u Exsicc. (Centaur. Crit.) 1: n° 6 (1913).

## Sinonimi
- Centaurea fritschii Hayek
- Centaurea grinensis subsp. fritschii (Hayek) Dostál
- Centaurea grinensis var. fritschii (Hayek) Soó
- Colymbada scabiosa subsp. fritschii (Hayek) Á.Löve & D.Löve
- Colymbada grinensis subsp. fritschii (Hayek) Dostál